# Plecoptera androconiata
Plecoptera androconiata là một loài bướm đêm trong họ Erebidae.